# Michel de Bay

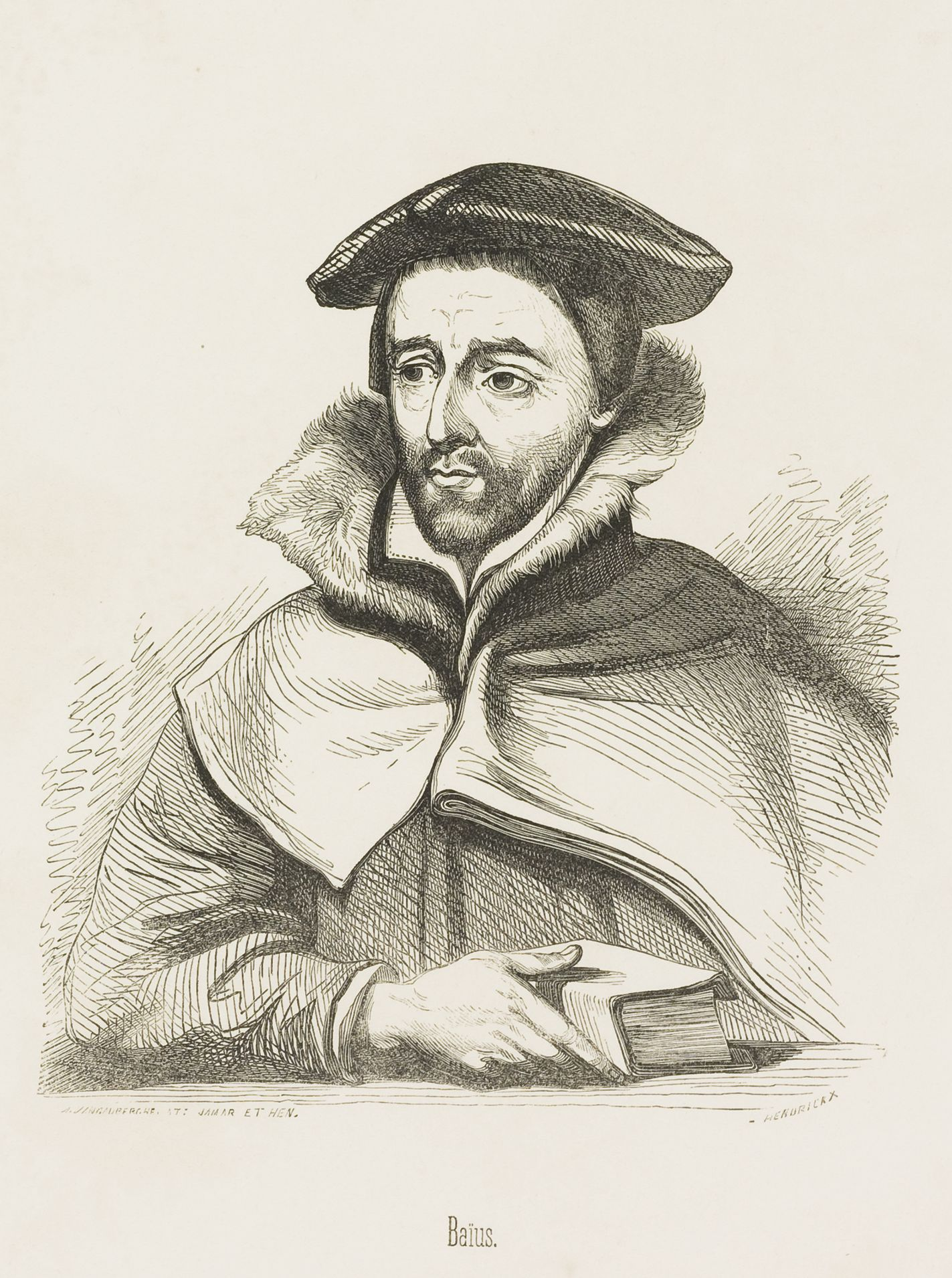
Michel de Bay

Michel de Bay (Latijn: Michael Baius) (Bauffe of Meslin-l'Évêque in Henegouwen, 1513 - Leuven, 16 september 1589) was een theoloog, inquisiteur van de inquisitie in de Nederlanden en hoogleraar aan de Universiteit van Leuven waar hij in 1553 korte tijd rector was. Hij was vooral bekend als grondlegger van het bajanisme, een visie die aan de grondslag ligt van het jansenisme.

## Levensloop
Hij was de zoon van Jean de Bay, een landbouwer in Bauffe en later in Lombise in de huidige provincie Henegouwen. De Bay volgde humanioraonderwijs in Brugelette en in Edingen en studeerde vanaf 1533 filosofie aan het college Het Varken van de Leuvense universiteit. Vanaf 1535 studeerde hij tevens theologie aan het Pauscollege. Hij was een uitstekend student en werd in 1541 tot priester gewijd. Het jaar nadien werd hij directeur van het Leuvense Standonkcollege. In 1544 behaalde De Bay het doctoraat in de filosofie en werd hij docent aan het college Het Varken. In 1549 werd De Bay benoemd tot hoogleraar in de scholastische filosofie. Het jaar nadien behaalde De Bay eveneens de licentie in de theologie en werd hij president van het Pauscollege. Keizer Karel V benoemde De Bay in 1552 tot professor schriftuur, een taak die hij zou blijven uitoefenen tot aan zijn dood. Van februari tot augustus 1553 was hij rector van de universiteit.
Samen met Jan Hessels, vanaf 1554 hoogleraar theologie te Leuven, en Josse Ravesteyn begon De Bay aan nieuwe ideeën te werken om beter de protestanten te kunnen bestrijden. De Bay fundeerde zijn theologie op de Heilige Schrift en de kerkvaders, met name op de leer van Augustinus van Hippo waarbij hij afwijkende scholastische terminologieën invoerde. Zijn leer, die later het bajanisme werd genoemd, stoelde op de zonde, de vrije wil en de genade van God samen met de bestrijding van de pauselijke onfeilbaarheid met de stelling dat de bisschoppelijke juridische macht rechtstreeks van God komt.

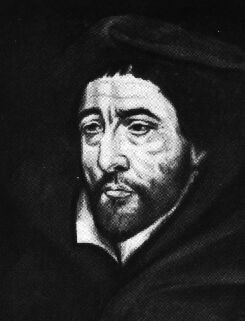
Michel De Bay

De visie van De Bay had veel succes bij de theologiestudenten die ze verder naar buiten verspreidden. Hierop kwam veel tegenstand en omstreeks 1558 probeerden de latere kardinaal Antoine Perrenot de Granvelle en Viglius tevergeefs De Bay over te halen om een aantal aanpassingen te doen aan zijn stellingen. De Sorbonne veroordeelde in 1560 echter 18 van zijn stellingen die op schrifte waren gesteld door Franciscus Sablonius, een minderbroeder en leerling van De Bay. Die laatste nam de verdediging op van zijn leerling, maar in 1561 volgde een nieuwe veroordeling door de generale overste van de minderbroeders.
Paus Pius IV greep in en legde beide partijen het zwijgen op om het oordeel van het Concilie van Trente, dat opnieuw heropend zou worden, af te wachten. De Bay wilde zelf naar het Concilie gaan maar hierop kwam veel tegenstand. Uiteindelijk konden in mei 1563 De Bay, Jan Hessels en Cornelius Jansenius, die bisschop van Gent was, de Zuidelijke Nederlanden vertegenwoordigen als persoonlijke theologen van koning Filips II van Spanje. Zij namen nog aan de laatste drie zittingen deel maar de tijd was te kort om het Concilie te kunnen overtuigen van zijn visie.
Ondanks de belofte om geen verdere uitspraken of publicaties meer te doen, bracht De Bay in 1563 en 1564 twee werken uit waarbij opnieuw een afwijkende visie werd verkondigd. De tegenstand hiertegen nam weer toe en een aantal Spaanse universiteiten veroordeelden zijn nieuwe stellingen. Ook een nieuw werk uit 1566 werd veroordeeld door deze Spaanse universiteiten waarop koning Filips II zich rechtstreeks tot paus Pius V richtte. Deze veroordeelde in 1567 in de pauselijke bul Ex omnibus afflictionibus 79 stellingen van De Bay. De Bay en de faculteit onderwierpen zich.
In Leuven bleef De Bay echter populair als leider van de anti-scholastische reactie. Hij behield het hoogleraarschap en werd in 1575 deken van het Sint-Pieterskapittel te Leuven en vicekanselier van de universiteit.
Daarop publiceerde De Bay een werk waarin hij verklaarde dat de bisschoppen hun juridische macht niet van de paus maar rechtstreeks van God ontvingen. Ook dit werd slecht onthaald en paus Gregorius XIII bevestigde de veroordeling van zijn voorganger in 1580 in de bul Provisionis nostrae. De Bay ondertekende deze onderwerping en het werd rustiger rond De Bay.
Vanaf 1586 ging zijn gezondheid achteruit waardoor hij nog moeilijk kon spreken. Hij liet zich daarom als docent vervangen door Jacques de Bay, de zoon van zijn broer.

## Werken
- Gedigitaliseerde werken uit Lovanensia

## Studies en publicaties over De Bay
- De geschriften van De Bay werden door de belangrijke Duitse theoloog en kerkhistoricus Adolf von Harnack beschreven als een vreemde mengeling van orthodox katholicisme en onbewuste neigingen naar het protestantisme.
- De belangrijkste werken van De Bay werden in 1696 gepubliceerd in een verzameld werk.
- In het Duitse Tübingen werd in 1867 een studie van zijn boeken gepubliceerd met als titel: Michael Baius und die Grundlegung des Jansenismus waarin de leer van De Bay beschouwd wordt als de grondslag van het jansenisme en waarin gelijkenissen worden bekeken met Port-Royal-theologen zoals Blaise Pascal.